# Associação Nacional de Freguesias
A Associação Nacional de Freguesias (ANAFRE) MHM • MHL é a associação que representa as mais de 3091 juntas de freguesia em Portugal, procurando defender os interesses dos associados (fundamentalmente, gerir competências e financiamentos) junto do poder central.
A 9 de Junho de 2015, foi agraciada com o grau de Membro Honorário da Ordem do Mérito. A 26 de janeiro de 2024, foi agraciada com o grau de Membro Honorário da Ordem da Liberdade.